# Apodidae
Famille
Les Apodidae (ou Apodidés en français) sont une famille d'oiseaux constituée de 19 genres et de 106 espèces existantes de martinets et de salanganes.

## Description
Ce sont des espèces d'oiseaux aux mœurs aériennes, certaines comptant parmi les animaux les plus rapides, de taille petite à moyenne (de 9 à 25 cm). Leurs ailes sont longues et étroites, et leurs courtes pattes (parfois garnies de plumes pour celles qui nichent dans les cavernes les plus froides et humides) portent des doigts puissants aux ongles acérés. Leur plumage est généralement gris-brun.
Certaines espèces sont capables de voler dans les cavernes totalement noires en se repérant par écholocation. L'une d'entre elles, Aerodramus papuensis a été repérée volant de nuit à l'extérieur en utilisant son système d'écholocation.

## Habitats et répartition
Cosmopolites, ces oiseaux fréquentent une large variété d'habitats, rarement loin de l'eau (douce ou salée).

## Taxonomie

### Étymologie
Leur nom (apus = « sans pied ») leur vient du fait qu'ils ont des pattes très courtes.

### Liste des genres
D'après Alan P. Peterson, cette famille est constituée de deux sous-familles. D'après la classification de référence (version 15.1, 2025) du Congrès ornithologique international, ces sous-familles sont constituées des genres suivants (ordre alphabétique) :
- sous-famille des Cypseloidinae (13 espèces)
  - genre Cypseloides (8 espèces)
  - genre Streptoprocne (5 espèces)
- sous-famille des Apodinae (90 espèces)
  - genre Aerodramus (25 espèces)
  - genre Aeronautes (3 espèces)
  - genre Apus (20 espèces)
  - genre Chaetura (11 espèces)
  - genre Collocalia (11 espèces)
  - genre Cypsiurus (3 espèces)
  - genre Hirundapus (4 espèces)
  - genre Hydrochous (1 espèce)
  - genre Mearnsia (2 espèces)
  - genre Neafrapus (2 espèces)
  - genre Panyptila (2 espèces)
  - genre Rhaphidura (2 espèces)
  - genre Schoutedenapus (1 espèce)
  - genre Tachornis (3 espèces)
  - genre Tachymarptis (2 espèces)
  - genre Telacanthura (2 espèces)
  - genre Zoonavena (3 espèces)

### Liste des espèces
D'après la classification de référence (version 3.5, 2013) du Congrès ornithologique international (ordre phylogénique) :